# Foucarmont
Foucarmont é uma comuna francesa na região administrativa da Normandia, no departamento de Sena Marítimo. Estende-se por uma área de 7,3 km². Em 2010 a comuna tinha 819 habitantes (densidade: 112,2 hab./km²).